# 京都奈良夢華錄
《京都奈良夢華錄》（英語：Dreaming about ancient China in Kyoto and Nara）是無綫電視的旅遊節目，共5集，主題為「京都尋宋、奈良尋唐」。節目主要尋訪京都作為日本首都時的東西兩城中，仿照長安的京都袛園街道和仿照洛陽的奈良唐招提寺。

## 每集內容
| 集數 | 播映日期       | 主題     | 外景地                     |
| 01   | 2017年6月8日   | 京都尋宋 | 祗園、清水寺、宿坊、當麻寺 |
| 02   | 2017年6月15日  | 奈良尋唐 | 唐招提寺、慈光院           |
| 03   | 2017年6月22日  | 京之風雅 | 松花堂、百萬遍手作市       |
| 04   | 2017年6月29日  | 京之食桌 | 奧丹、星野京都             |
| 05   | 2017年11月19日 | 庭院深深 | 平等院、神泉苑             |